# بهره مالکانه

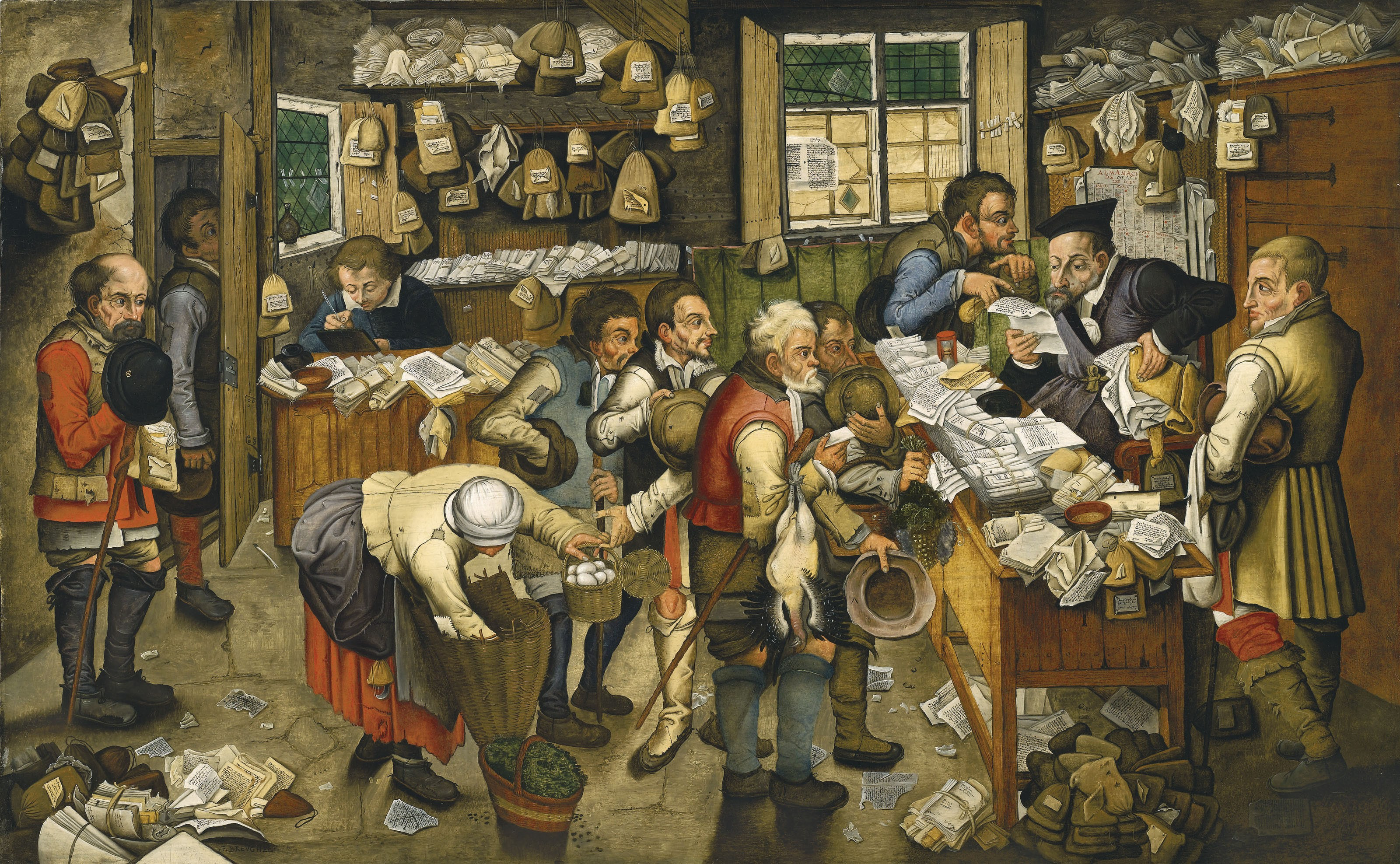
حق تألیف بهره مالکانه یا رویالتی

حق تألیف بهره مالکانه یا رویالتی مبلغی است که به منظور بهره برداری از امتیاز منابع دارای ارزش اقتصادی (برای نمونه حق استخراج از معدن) یا برای بهره گرفتن از امتیاز حقوق مالکیت معنوی و حق تکثیر (کپی رایت)، حق امتیاز، نشانه تجاری یا دانش فنی و تکنولوژی به دولت یا مالک پرداخت می‌شود.